# Hemigraphis naumannii
Hemigraphis naumannii är en akantusväxtart som först beskrevs av Adolf Engler, och fick sitt nu gällande namn av Cornelis Eliza Bertus Bremekamp. Hemigraphis naumannii ingår i släktet Hemigraphis och familjen akantusväxter. Inga underarter finns listade i Catalogue of Life.